# Memristor
I elektronik er memristoren et passivt kredsløbselement. Memristoren er blevet beskrevet som det fjerde elementære passive kredsløbselement, på linje med de velkendte kondensator, modstand og spole.

Navnet memristor er en portmanteau af memory resistor – hukommelse og modstand.
En memristor gemmer i princippet information, fordi dens resistans ændrer værdi som funktion af den passerede ladning regnet med fortegn. Den typiske lineare modstand har en stabil resistans uafhængig af strømmens størrelse og også stabil i forhold til den passerede mængde ladning. En memristor kan have en høj resistans hvilken kan vælges at fortolkes som "1" i data termer – og en lav resistans kan fortolkes som "0". Som en følge af den valgte fortolkning kan data blive gemt og genskrevet ved at styre strømmen. På en måde er en memristor en variabel modstand som via dens modstand afspejler sin egen historiske passerede strøm.
Memristoren blev forudsagt og beskrevet i 1971 af Leon Chua ved UC Berkeley, i en artikel i IEEE Transactions on Circuit Theory.

I 37 år var memristoren et hypotetiskt element, uden kendte fysiske realiseringer. I april 2008 blev det rapporteret i Nature, at en fysisk implementation af en memristor var blevet lavet af et team af forskere ved HP Labs.

## Fysik
Memristoren er et element i hvilken den magnetisk flux {\displaystyle \Phi _{m}} er en funktion af den akkumulerede elektriske ladning q (i komponenten passerede). Fluxens afledede mht. ladningen
- Memristans: {\displaystyle M(q)={\frac {\mathrm {d} \Phi _{m}}{\mathrm {d} q}}}

er kendt som memristans. Dette er sammenligneligt med de andre tre fundamentale kredsløbselementer:
- Resistans: {\displaystyle R(I)={\frac {\mathrm {d} V}{\mathrm {d} I}}}
- Induktans: {\displaystyle L(I)={\frac {\mathrm {d} \Phi _{m}}{\mathrm {d} I}}}
- Kapacitans: {\displaystyle {\frac {1}{C(q)}}={\frac {\mathrm {d} V}{\mathrm {d} q}}}

Her er:
- {\displaystyle q} elektrisk ladning
- {\displaystyle I} er elektrisk strøm
- {\displaystyle V} er elektrisk spænding
- {\displaystyle \Phi _{m}} er magnetisk flux

Ved at anvende Faradays induktionslov og kædereglen til ligningen som definerer memristans, får man at spændingen V over en memristor er relateret til strømmen I af den øjeblikkelige værdi af memristansen:
{\displaystyle V(t)=M(q(t))I(t)\,}
Så til et hvilketsomhelst tidspunkt opfører memristoren sig som en almindelig modstand. Men, dens "resistans" M(q) er en værdi som afhænger af den passerede ladning i komponenten. En linear memristor (én for hvilken M er konstant) ville opføre sig som en linear modstand, med M = R. Memristans kan siges af afhænge af strømmen som funktion af tiden på sammen måde som kondensatorers spænding gør.

## Typer

### Anvendelse: Modellere elektrokemisk celle
Memristoren blev anvendt til at karakterisere opførselen af elektrokemiske celler.

### Faststof
Interessen i memristoren blev genoplivet i 2007 da en eksperimentiel faststof version blev rapporteret

af Stanley Williams
 ved Hewlett-Packard. En faststof komponent kunne ikke realiseres indtil nanoteknologi frembragte usædvanlige opførsler. HP lavede en prototype af en crossbar latch hukommelse som kan have en tæthed på 100 gigabit per cm².

Den højeste Flashhukommelse-tæthed kan til sammenligning gemme 16 gigabit per cm². Memristorens resistans aflæses med vekselstrøm så den gemte digitale værdi ikke ændres.

Samsung har afleveret et U.S. patent anvendelse til bedømmelse, med en memristor som ligner den beskrevet af Williams. Så det er uklart om Williams gruppe er den første.

I 2024 rapporterede Universitat Autonoma de Barcelona, at de har lavet en memristor, som kan fungere som en switch helt op til 120 GHz. Memristoren er lavet af hexagonal-BN og er forbundet via to flade guldelektroder.

## Potentielle anvendelser
Williams faststof memristorer kan sammensættes til transistorer, men være meget mindre end transistorer. De kan også designes til at være faststof ikke-flygtig hukommelse, som kan opnå højere datatætheder end harddiske med tilgangstider potentielt som svarer til dynamisk rams.

HP har rapporteret at deres version af memristoren er omkring 10 gange langsommere end DRAM.

Nolge patenter relateret til memristoren ser ud til at omfatte anvendelser indenfor programmerbar logik,

signalbehandling,

kunstige neurale netværk,

og kontrolsystemer.

I defensetechbriefs blev det offentliggjort i 2012 at CMOS-memristorer kan anvendes indenfor: FPGA, DSP, analog elektronik og neurolignende anvendelser.